# Église Saint-Joseph de Détroit
Pour les articles homonymes, voir Église Saint-Joseph.
L'église Saint-Joseph est un édifice religieux catholique situé à Détroit, aux États-Unis. Fondée en 1855, elle est une paroisse historique allemande avec une église rattachée, située au 1828 rue Jay dans le marché de l'Est - Lafayette Park, quartier juste en dehors du centre-ville de Détroit. Son bâtiment est inscrit au Registre national des lieux historiques et jugé d'« importance nationale ». L'église est réputée pour ses vitraux.

## Présentation
L'inspiration gothique allemande de sa structure est visible dans cette construction débutée en 1870 et consacrée en 1873, ce qui en fait l'une des plus anciennes églises existantes, à Détroit. Francis G. Himpler, architecte d'origine munichoise né à New York, a conçu le bâtiment qui est considéré comme l'un des modèles de l'architecture gothique victorienne, en particulier parce que la structure est effectivement inchangée. 
Le bâtiment se distingue par ses vitraux, et notamment dans ses dessins complexes. À noter également les boiseries, les statues et le maître-autel en pierre originale de l'intérieur. L'église est encore en pleine activité aujourd'hui, avec deux messes tous les dimanches et une messe quotidienne certains jours.

## Culte
Saint-Joseph, étant historiquement une paroisse allemande, accueille des messes en allemand le quatrième dimanche de chaque mois.
La paroisse est connue pour son patrimoine musical, offrant des messes orchestrales composées par des artistes tels que Haydn, Mozart, ou Schubert et des compositeurs moins connus, certains dimanches et jours de fête, et pour le maintien de sa chorale traditionnelle et de sa musique d'orgue. 
À l'automne 2007, après une absence de trente-sept années, la paroisse a rétabli la messe tridentine.

## Aujourd'hui
L'église Saint-Joseph a été inscrite au Registre national des lieux historiques en 1972, les bâtiments du complexe environnant ont été ajoutés en 1992.

## Sources
- (en) Cet article est partiellement ou en totalité issu de l’article de Wikipédia en anglais intitulé « St. Joseph Roman Catholic Church, Detroit » (voir la liste des auteurs).